# Old Fort 217
Old Fort 217 est une réserve indienne de la Première Nation crie de Mikisew située en Alberta au Canada.

## Géographie
Old Fort 217 est située dans le coin sud-est du parc national Wood Buffalo sur la rive orientale de la rivière Athabasca en Alberta. La réserve couvre une superficie de 1 509 hectares.

## Démographie
La réserve de Old Fort 217 est inhabitée.
| Année | Population |
| ----- | ---------- |
| 1996  | 4          |
| 2001  | 5          |
| 2006  | 0          |
| 2011  | 0          |